# Río Salia
El río Salia, también llamado río Zalia y río Alcaucín, es un río de España de la cuenca mediterránea andaluza, que discurre en su totalidad por el territorio del este de la provincia de Málaga.

## Curso
El Salia nace de la confluencia del río Cárdenas y otros arroyos procedentes de la sierra de Alhama y de la sierra de Tejeda, en el término municipal de Alcaucín. Realiza un recorrido en dirección norte-sur. Sus principales afluentes son el río Seco y el río Bermuza. Este último confluye con el Salia junto a la localidad de Portugalejo poco antes de la desembocadura del Salia en el río Vélez o Guaro, en el término de La Viñuela.